# Aleksander Dietkow

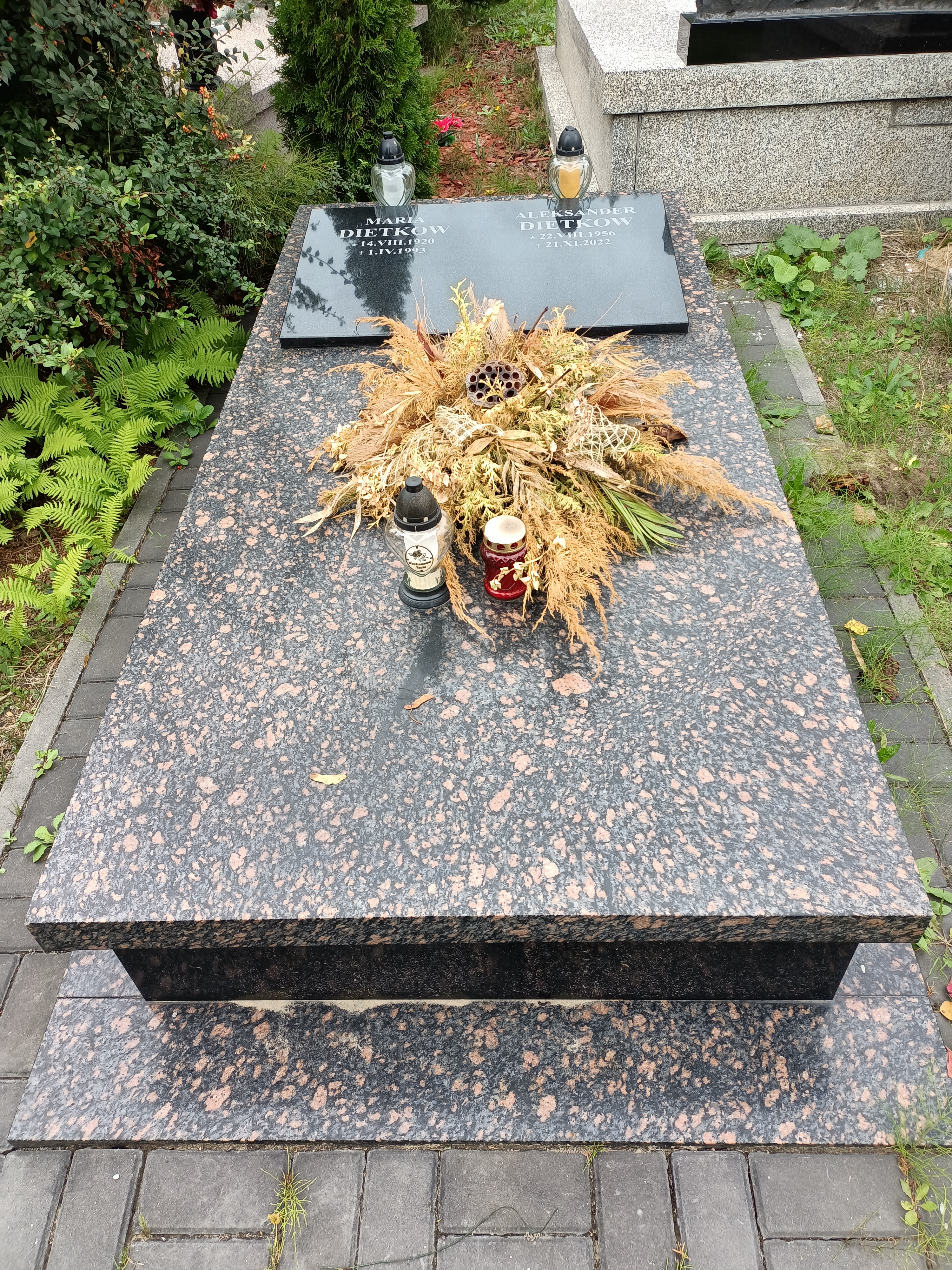
Grób Aleksandra Dietkowa na Cmentarzu Komunalnym Północnym w Warszawie

Aleksander Dietkow (ur. 22 sierpnia 1956 w Warszawie, zm. 21 listopada 2022 tamże) – polski urzędnik konsularny; Konsul Generalny RP w Edynburgu (2000–2001, 2005–2009).

## Życiorys
Aleksander Dietkow w 1980 rozpoczął pracę w Ministerstwie Spraw Zagranicznych. Był m.in. naczelnikiem wydziału konsularno-prawnego MSZ. Przebywał w Konsulacie Generalnym PRL w Sydney. Członek Polskiej Zjednoczonej Partii Robotniczej. Dwukrotnie, w latach 2000–2001 oraz 2005–2009, pełnił funkcję Konsula Generalnego RP w Edynburgu.
Syn Borysa i Marii. Był żonaty z Moniką Dietkow. Miał syna Olega.
Pochowany na Cmentarzu Komunalnym Północnym w Warszawie.